# لويزة حنون
لويزة حنون (مواليد 7 أبريل 1954). امرأة سياسية تروتسكية جزائرية والأمينة العامة لحزب العمال المعارض في الجزائر ، تصنف يسارية كما تدعو لفصل الدين عن الدولة بشكل واضح و مرشحة للرئاسة الجزائرية في انتخابات أبريل 2009 .
 ورئاسيات أبريل 2014 . اعتقلت في 5 ماي 2019 بتهمة المساس بسلطة الجيش والمؤامرة ضد سلطة الدولة 

## نبذة عن
ولدت في جيجل لأسرة متواضعة، ونالت شهادة البكالوريا (الثانوية العامة) سنة 1975، وتابعت دراساتها الجامعية وهي موظفة بمطار عنابة، أمضت في عنابة طفولتها وصباها وشبابها، ومنها حصلت علي شهادة الثانوية العامة، ثم التحقت بوظيفة صغيرة في مطار عنابة، بعد أن التحقت بالجامعة بنظام الانتساب، وسرعان ما أصبحت نقابية بارزة في شركة الطيران الجزائرية.

## الحياة السياسية
أعلنت حنون عام 1990 عن تأسيس حزب العمال وهو امتداد للحركة السرية اليسارية التي كانت تنشط في 1980.
في سنة 2004 أصبحت أول سيدة تدخل المنافسة على كرسي الرئاسة في الجزائر والعالم العربي.
تلقت لويزة حنون دعما هائلا ومنقطع النظير في انتخابات 2009 ولكنها لم تتمكن من منافسة الرئيس بوتفليقة ولكن بالرغم من ذلك قال الرئيس عندما سؤل من طرف وفد صحفي فرنسي عن من يكون خليفته قال ان حنون هي من تكون قادرة على تحمل المسؤولية ولكن كلام الرئيس ربما كان لمجرد عدم الظهور برجل المتشبت بالسلطة كما قال أحد الجنرالات مازحا ان الجيش لا يمانع من أن يصعد لمنصة الحكم رجل متدين ملتحى جريدة الخبر[بحاجة لمصدر].
استدعيت يوم 9 ماي 2019 للمحكمة العسكرية بالبليدة كمتهمة في قضية سعيد بوتفليقة شقيق الرئيس عبد العزيز بوتفليقة، ومحمد مدين وبشير طرطاق، المديرين السابقين لجهاز الاستعلامات، وأدخلت السجن المدني بالبليدة في نفس اليوم.
وحكمت المحكمة العسكرية في البليدة، جنوب غرب الجزائر العاصمة، فجر الأربعاء الموافق لـ 25/09/2019 عليها بالسجن 15 عاما إلى جانب كل من سعيد بوتفليقة، والمدير الأسبق لأجهزة الاستخبارات محمد مدين ومنسق الأجهزة الأمنية السابق بشير طرطاق، بتهمة التآمر على سلطة الدولة والمؤامرة ضد قائد تشكيلة عسكرية.
مساء الاثنين 10 فبراير 2020 حكمت المحكمة العسكرية بالبليدة بإخلاء سبيل لرئيسة حزب العمال، لويزة حنون، التي ستغادر سجن البليدة في اليوم الموالي. حيث أدانتها سابقاً المحكمة في الاستئناف بـ 3 سنوات سجن، منها 9 أشهر ويوم واحد نافذة. محكمة الإستئناف برأتها من تهمة التآمر ضد سلطة الدولة والجيش، وأدانتها بتهمة “عدم التبليغ عن المؤامرة”.وفي 18 مايو 2024 صرحت لويزة حنون أنها ترشّحت للانتخابات الرئاسية في الجزائر التي ستجري في 7 سبتمبر 2024. قبل أن تعلن في بيان رسمي عدم مشاركة حزبها في الانتخابات، متهمة النظام الجزائري بوجود نية لإقصائها ومنع حرية الترشح، دون توضيح تلك المعلومات. انتقدت حنون السلطة الوطنية المستقلة للانتخابات لفشلها في تسيير عملية جمع التواقيع، مشيرة إلى نقص المعدات التقنية والترهيب من قبل موظفي البلديات.

## الحياة النقابية
نقابية سابقة ونائبة حالية بالمجلس الشعبي الوطني عن ولاية الجزائر العاصمة ومرشحة لمنصب رئاسة الجمهورية 2014 تحت شعار «الجرأة لتاسيس الجمهورية الثانية»، وهي أهداف ظلت الجزائر تكافح في سبيل الوصول إليها منذ أن استقلت في عام1962.
فإن السيدة لويزة حنون تعتبر مناضلة بارزة ذات توجه اشتراكي واضح، وعلي درجة عالية من الجرأة والصراحة، تعارض الحكومة مثلما تعارض التيارات التي تستغل الدين لاغراض سياسية ومبادئ حزبها تناضل من اجل فصل الدين عن السياسة، وقفت ضد تدخل الجيش في الحياة المدنية، وأيضا ضد الخلط بين المال والسياسة -أي ضد التفسخ السياسي- كما انها تناضل مع حزبها من اجل منع التجوال السياسي، لكنها- في نفس الوقت- تطالب بالإفراج عن الإسلاميين المعتقلين.
أما علي النطاق الخارجي فهي ضد الاستثمارات الأجنبية، وتحذر من أن الضربة الأمريكية المقبلة تستهدف بلادها بعد العراق، وتؤكد أن الولايات المتحدة تسعي للزج بالعالم في حرب استنزاف تحت غطاء مكافحة الإرهاب الدولي، في حين أن هدفها هو القضاء علي الشعوب العربية بعد الاستيلاء علي ثرواتها، وهي ترفض الاعتراف بـ العولمة وتتمسك بالدفاع عن الطبقة العاملة من منظور اشتراكي وعقائدي.
وهي أول امرأة ترشح نفسها للرئاسة في الجزائر، وفي كل العالم العربي، وكانت المرة الأولى التي تعلن فيها هذا الترشيح في يناير1999، حيث أرادت أن تخوض انتخابات إبريل من نفس العام، وقالت في ذلك الوقت إنها قبلت ترشيح اللجنة المركزية لحزب العمال، من أجل طرح رؤى وتصورات الحزب حول حقن الدماء ووقف أزمة الصراع بين الجيش والجماعات المتأسلمة، وعقد مؤتمر عام للمصالحة يضم القوي الوطنية.
في ذلك الوقت قالت إنها تختلف مع الرئيس عبد العزيز بوتفليقة وكل الزعماء المتأسلمين، وأنها تعتبر الجيش والإرهاب وجهين لعملة واحدة، ولن يصلح أمر البلاد، ولن يسود السلم الاجتماعي إلا بصلاح الاثنين معا.
وهي لاتزال تذكر الأحداث الدامية للانتفاضة التي وقعت في خريف عام 1988، عندما اعتقلتها قوات الأمن ثم أفرجت عنها بعد ثلاثة أيام، ففي هذه الأحداث التي عرفت باسم ثورة الخبز، تظاهر الأهالي احتجاجا علي رفع أسعار مواد ذات الاستهلاك الواسع والمواد الغذائية، فأطلقت القوات المسلحة النار علي المتظاهرين مما أدي إلي مصرع حوالي خمسمائة من الأهالي، وكان من نتيجة ذلك وضع دستور جديد ينهي احتكار جبهة التحرير الوطني للعمل السياسي ويسمح بالتعددية الحزبية ويضمن الحقوق والحريات الأساسية للشعب، وجاء هذا الدستور استجابة للبيان الذي وقعه18 من الساسة ذوي النزعة الديمقراطية كان من بينهم الرئيس الحالي بوتفليقة.
وبإعلان التعددية الحزبية أقبلت لويزة في عام 1990 على تأسيس حزب العمال الجزائري رفقة المناضل في صفوف حزب الشعب مصطفى بن محمد الذي كان أول أمين عام لحزب العمال، ومنذ ذلك الوقت أصبحت هي زعيمته.
وعندما أجريت أول انتخابات عامة في ظل التعددية الحزبية، وكان ذلك في أواخر عام 1991، فوجئ الناخبون بأن حزب العمال يقاطع تلك الانتخابات مع احزاب أخرى الأكبر شعبية، فقد ترك الساحة لكي تفوز جبهة الإنقاذ ذات التوجه الديني في الشوط الأول من الانتخابات، الأمر الذي دعا الجيش إلي إلغاء الشوط الثاني من الانتخابات الذي كان مقررا له أوائل عام 1992 لتدخل الجزائر في دوامة الحرب الاهلية، وعندئذ أعلن حزب العمال احتجاجه علي هذا الإلغاء ومعارضته لهذا الانتهاك السافر من جانب الجيش لقواعد الدستور التي تقضي بالتعددية الحزبية.
وفي انتخابات صيف عام 1997 فازت لويزة هي وثلاثة آخرون من أعضاء حزبها، وأصبحوا أعضاء في المجلس الشعبي الوطني البرلمان، وعندما ترشحت لويزة للرئاسة في عام 1999، صدمت من طرف قرار المجلس الدستوري الذي رفض ملف ترشحها حيث اعد الحزب بعد ذلك ورقة تصويت تحمل علامة «كنت اريد التصويت لها» إشارة إلى حرية النساء في المشاركة في المعركة الرئاسية، أما في الانتخابات الرئاسية الجزائرية 2004 فقد بدت واثقة من تجميع 130 ألف توقيع علي امتداد ولايات الجزائر الـ.48 ويوم الأربعاء 7 إبريل 2014 كان عيد ميلادها، حيث أتمت خمسين سنة.

## علاقتها بالأحزاب العمالية العالمية
كما يعتبر حزبها ناشئ ضمن تطورات سياسية دولية باعتباره يصادف نفس التاريخ الذي تاسس فيه الحزب العمالي المستقل في فرنسا بزعامة دانيال غلوشتاين. ذو الاصول البولندية، وقد اتضحت الصلة جيدا بين هذين الحزبين وبين السيدة لويزة حنون والسياسي الفرنسي دانيال غلوشتاين ضمن الوفاق الدولي للعمال والشعوب. هذا (الوفاق الدولي للعمال والشعوب) الذي تاسس عام 1991 ببرشلونة والتي يترأسانه معا منذ نوفمبر 2010. وقد اقاما معا مؤتمرا بالجزائر العاصمة.